# Solpugassa dentatidens
Solpugassa dentatidens är en spindeldjursart som först beskrevs av Simon 1879.  Solpugassa dentatidens ingår i släktet Solpugassa och familjen Solpugidae.

## Underarter
Arten delas in i följande underarter:
- S. d. dentatidens
- S. d. lanzai